# 1957년 드와이트 D. 아이젠하워 대통령 취임식
드와이트 D. 아이젠하워의 두 번째 취임식은 1957년 1월 20일 일요일 백악관에서 비공개로, 다음 날인 1957년 1월 21일 월요일 미국 국회의사당 동쪽 주랑에서 공개적으로 개최되었으며, 둘 다 워싱턴 D.C.에 위치한다. 이는 43번째 취임식으로, 드와이트 D. 아이젠하워의 두 번째이자 마지막 4년 임기 대통령직과 리처드 닉슨의 부통령직 시작을 알렸다. 대법원장 얼 워런은 상원 소수당 원내대표 윌리엄 놀런드가 부통령에게 선서를 시킨 후 대통령 취임 선서를 집행했다.
선서 중 아이젠하워는 첫 취임식에서와 마찬가지로 "미합중국 대통령의 직책"이라는 문구를 "미합중국 대통령의 직책"으로 말했지만, 얼 워런 대법원장은 이 문구를 올바르게 말했다.
취임식 장소에서 3.1마일 떨어진 로널드 레이건 워싱턴 내셔널 공항의 정오 날씨는 39 °F (4 °C), 풍속 10 mph였으며, 강수량은 없었다.

## 같이 보기
- 드와이트 D. 아이젠하워 행정부
- 1953년 드와이트 D. 아이젠하워 대통령 취임식
- 1956년 미국 대통령 선거